# 삼남 지방

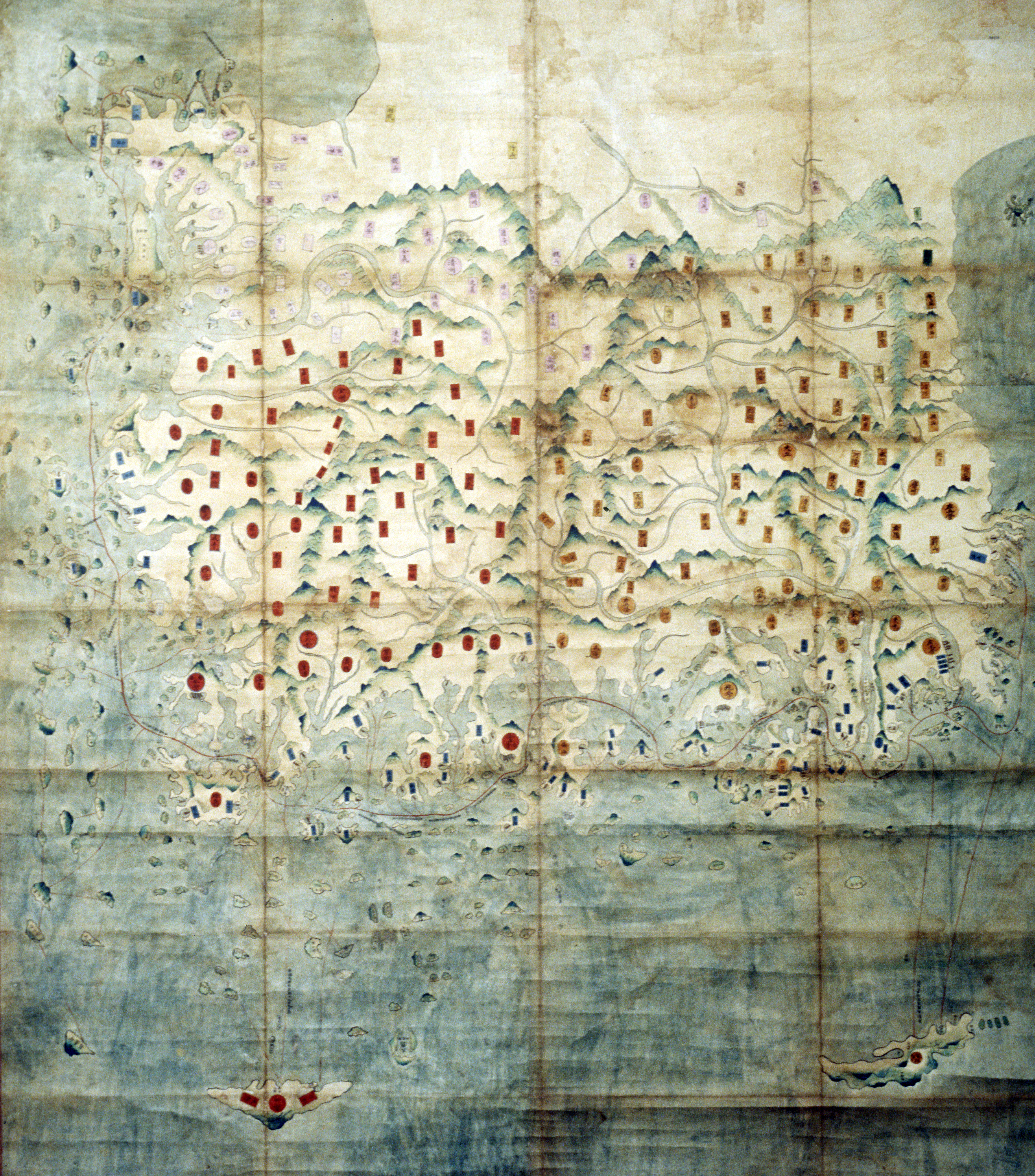
1767년 영조 이전 대로 추정되는 삼남 지방 지도인 삼남지도.(三南地圖)

삼남 지방(三南地方) 또는 하삼도(下三道)는 조선 시대 때부터 경상도, 전라도, 충청도를 하나로 묶어서 부르는 말이었다. 삼남 지방이라는 용어가 언제 탄생되었는지 그 연원은 불분명하나, 조선 세종 시기부터 "하삼도"라는 명칭이 자주 문헌에 언급되었다. 삼남 지방의 경우 '남쪽의 세 지방'이라는 뜻이고 하삼도의 경우 '아래에 있는 3개의 도'를 의미한다는 점에서, 한성부를 중심으로 한 방위상의 개념에서 이 명칭이 유래했다고 보고 있다. 조선 시대 삼남 지방은 갑술양전이나 경자양전을 비롯한 양전 사업의 중심지였고, 서해와 동해를 잇는 교통의 요충지에 위치하고 있어 군사, 상업, 문화적으로 중요한 지역이었다.
대한민국 수립 이후 국토지리원을 비롯한 다양한 자료에서는 한국 남부를 남부 지방이라고 부르고 있다. 다만 남부 지방과 삼남 지방의 의미가 완전히 동일하지는 않다. 이는 충청도를 남부 지방으로 보아야 할 지에 대한 문제, 제주도가 삼남 지방에 포함되는 지에 대한 의견 등이 여전히 존재하고 있기 때문이다.

## 같이 보기
- 한국의 지방 구분
- 한국 남부